# Danh sách cầu thủ tham dự giải vô địch bóng đá U-19 châu Âu 2009
Các cầu thủ sinh trong hoặc sau ngày 1 tháng 1 năm 1990 được phép tham gia giải đấu. Tuổi của cầu thủ được tính đến ngày 21 tháng 7 năm 2009 – ngày khai mạc giải đấu. Các cầu thủ in đậm từng thi đấu cho đội tuyển quốc gia.

## Bảng A

### Anh
Huấn luyện viên:  Brian Eastick

| Số | VT | Cầu thủ           | Ngày sinh (tuổi)            | Trận | Bàn | Câu lạc bộ        |
| -- | -- | ----------------- | --------------------------- | ---- | --- | ----------------- |
| 1  | TM | Jason Steele      | 18 tháng 8, 1990 (18 tuổi)  | 12   | 0   | Middlesbrough     |
| 2  | HV | Kieran Trippier   | 19 tháng 9, 1990 (18 tuổi)  | 8    | 0   | Manchester City   |
| 3  | HV | Joe Mattock       | 15 tháng 5, 1990 (19 tuổi)  | 9    | 0   | Leicester City    |
| 4  | TV | Dan Gosling       | 2 tháng 2, 1990 (19 tuổi)   | 4    | 0   | Everton           |
| 5  | HV | Kyle Walker       | 28 tháng 5, 1990 (19 tuổi)  | 2    | 0   | Sheffield United  |
| 6  | HV | Gavin Hoyte       | 6 tháng 6, 1990 (19 tuổi)   | 9    | 0   | Arsenal           |
| 7  | TĐ | Danny Welbeck     | 26 tháng 11, 1990 (18 tuổi) | 5    | 0   | Manchester United |
| 8  | TV | Danny Drinkwater  | 5 tháng 3, 1990 (19 tuổi)   | 9    | 1   | Manchester United |
| 9  | TĐ | Nile Ranger       | 11 tháng 4, 1991 (18 tuổi)  | 4    | 4   | Newcastle United  |
| 10 | TĐ | Nathan Delfouneso | 2 tháng 2, 1991 (18 tuổi)   | 9    | 3   | Aston Villa       |
| 11 | TV | Henri Lansbury    | 12 tháng 10, 1990 (18 tuổi) | 7    | 4   | Arsenal           |
| 12 | TĐ | Rhys Murphy       | 6 tháng 11, 1990 (18 tuổi)  | 4    | 3   | Arsenal           |
| 13 | TM | Declan Rudd       | 16 tháng 1, 1991 (18 tuổi)  | 0    | 0   | Norwich City      |
| 14 | TV | Matty James       | 22 tháng 7, 1991 (17 tuổi)  | 3    | 0   | Manchester United |
| 15 | TV | Andros Townsend   | 16 tháng 7, 1991 (18 tuổi)  | 0    | 0   | Tottenham Hotspur |
| 16 | HV | Joe Bennett       | 28 tháng 3, 1990 (19 tuổi)  | 0    | 0   | Middlesbrough     |
| 17 | TV | Andrew Tutte      | 21 tháng 9, 1990 (18 tuổi)  | 3    | 0   | Manchester City   |
| 18 | HV | Matthew Briggs    | 19 tháng 3, 1991 (18 tuổi)  | 3    | 0   | Fulham            |

### Slovenia
Huấn luyện viên:  Miloš Kostič

| Số | VT | Cầu thủ         | Ngày sinh (tuổi)            | Trận | Bàn | Câu lạc bộ       |
| -- | -- | --------------- | --------------------------- | ---- | --- | ---------------- |
| 1  | TM | Matej Radan     | 13 tháng 5, 1990 (19 tuổi)  | 5    | 0   | Maribor          |
| 2  | HV | Boban Jović     | 25 tháng 6, 1990 (19 tuổi)  | 5    | 0   | Aluminij         |
| 3  | HV | Alen Vučkić     | 1 tháng 2, 1990 (19 tuổi)   | 19   | 4   | Domžale          |
| 4  | TV | Miha Mevlja     | 12 tháng 6, 1990 (19 tuổi)  | 5    | 0   | Gorica           |
| 5  | HV | Matej Rapnik    | 24 tháng 2, 1990 (19 tuổi)  | 3    | 0   | Interblock       |
| 6  | HV | Anel Omerovič   | 21 tháng 7, 1990 (19 tuổi)  | 12   | 3   | Sparta Prague    |
| 7  | TV | Haris Vučkić    | 21 tháng 8, 1992 (16 tuổi)  | 4    | 0   | Newcastle United |
| 8  | HV | Martin Milec    | 20 tháng 9, 1991 (17 tuổi)  | 10   | 1   | Aluminij         |
| 9  | TĐ | Armend Sprečo   | 27 tháng 5, 1990 (19 tuổi)  | 7    | 1   | Maribor          |
| 10 | TV | Dejan Lazarevič | 15 tháng 2, 1990 (19 tuổi)  | 8    | 1   | Genoa            |
| 11 | TĐ | Dejan Zadnikar  | 2 tháng 11, 1990 (18 tuổi)  | 4    | 0   | Interblock       |
| 12 | TM | Franci Biček    | 27 tháng 11, 1990 (18 tuổi) | 0    | 0   | Domžale          |
| 13 | TĐ | Leon Črnčič     | 2 tháng 3, 1990 (19 tuổi)   | 2    | 0   | Aluminij         |
| 14 | TV | Rajko Rep       | 20 tháng 6, 1990 (19 tuổi)  | 9    | 6   | Celje            |
| 15 | HV | David Jerkovič  | 3 tháng 5, 1990 (19 tuổi)   | 3    | 0   | Triglav Kranj    |
| 16 | TĐ | Dejan Dimitrov  | 26 tháng 8, 1990 (18 tuổi)  | 5    | 1   | Triglav Kranj    |
| 17 | TV | Matic Fink      | 27 tháng 2, 1990 (19 tuổi)  | 3    | 0   | Interblock       |
| 18 | HV | Nejc Mevlja     | 12 tháng 6, 1990 (19 tuổi)  | 3    | 0   | Gorica           |

### Thụy Sĩ
Huấn luyện viên:  Claude Ryf

| Số | VT | Cầu thủ            | Ngày sinh (tuổi)           | Trận | Bàn | Câu lạc bộ      |
| -- | -- | ------------------ | -------------------------- | ---- | --- | --------------- |
| 1  | TM | Oliver Klaus       | 4 tháng 5, 1990 (19 tuổi)  |      |     | Basel           |
| 2  | TV | Michael Lang       | 8 tháng 2, 1991 (18 tuổi)  |      |     | St. Gallen      |
| 3  | HV | Raphael Koch       | 20 tháng 1, 1990 (19 tuổi) |      |     | Zürich          |
| 4  | HV | Philippe Koch      | 8 tháng 2, 1991 (18 tuổi)  |      |     | Zürich          |
| 5  | HV | Rolf Feltscher     | 6 tháng 10, 1990 (18 tuổi) |      |     | Grasshopper     |
| 6  | TV | Amir Abrashi       | 27 tháng 3, 1990 (19 tuổi) |      |     | Winterthur      |
| 7  | TĐ | Marco Schönbächler | 11 tháng 1, 1990 (19 tuổi) |      |     | Zürich          |
| 8  | TV | Vullnet Basha      | 11 tháng 7, 1990 (19 tuổi) |      |     | Grasshopper     |
| 9  | TĐ | Orhan Mustafi      | 4 tháng 4, 1990 (19 tuổi)  |      |     | Basel           |
| 10 | TĐ | Daniel Ünal        | 18 tháng 1, 1990 (19 tuổi) |      |     | Basel           |
| 11 | TV | Sébastien Wüthrich | 29 tháng 5, 1990 (19 tuổi) |      |     | Neuchâtel Xamax |
| 12 | TM | Christopher Meylan | 24 tháng 9, 1990 (18 tuổi) |      |     | Yverdon-Sport   |
| 13 | HV | Fabio Daprelà      | 19 tháng 2, 1991 (18 tuổi) |      |     | Grasshopper     |
| 14 | HV | François Affolter  | 13 tháng 3, 1991 (18 tuổi) |      |     | Young Boys      |
| 15 | TV | Bruce Lalombongo   | 29 tháng 4, 1990 (19 tuổi) |      |     | Grasshopper     |
| 16 | TV | Alain Wiss         | 21 tháng 8, 1990 (18 tuổi) |      |     | Lucerne         |
| 17 | TV | Alexandre Pasche   | 31 tháng 5, 1991 (18 tuổi) |      |     | Young Boys      |
| 18 | TĐ | Admir Mehmedi      | 16 tháng 3, 1991 (18 tuổi) |      |     | Zürich          |

### Ukraina
Huấn luyện viên:  Yuri Kalitvintsev

| Số | VT | Cầu thủ               | Ngày sinh (tuổi)            | Trận | Bàn | Câu lạc bộ            |
| -- | -- | --------------------- | --------------------------- | ---- | --- | --------------------- |
| 1  | TM | Ihor Levchenko        | 23 tháng 2, 1991 (18 tuổi)  |      |     | Olimpik Donetsk       |
| 2  | HV | Dmytro Kushnirov      | 1 tháng 4, 1990 (19 tuổi)   |      |     | Dynamo Kyiv           |
| 3  | HV | Temur Partsvaniya     | 6 tháng 7, 1991 (17 tuổi)   |      |     | Dynamo Kyiv           |
| 4  | HV | Serhiy Kryvtsov       | 15 tháng 3, 1991 (18 tuổi)  |      |     | Metalurh Zaporizhya   |
| 5  | HV | Maksym Bilyi          | 21 tháng 6, 1990 (18 tuổi)  |      |     | Shakhtar Donetsk      |
| 6  | TĐ | Vitaliy Vitsenets     | 3 tháng 8, 1990 (18 tuổi)   |      |     | Shakhtar Donetsk      |
| 7  | TĐ | Dmytro Korkishko      | 4 tháng 5, 1990 (19 tuổi)   |      |     | Dynamo Kyiv           |
| 8  | TV | Kyrylo Petrov         | 22 tháng 6, 1990 (18 tuổi)  |      |     | Dynamo Kyiv           |
| 9  | TV | Denys Harmash         | 19 tháng 4, 1990 (19 tuổi)  |      |     | Dynamo Kyiv           |
| 10 | TV | Artur Karnoza         | 2 tháng 8, 1990 (18 tuổi)   |      |     | Dnipro Dnipropetrovsk |
| 11 | TĐ | Serhiy Shevchuk       | 21 tháng 9, 1990 (18 tuổi)  |      |     | Dynamo Kyiv           |
| 12 | TM | Vyacheslav Bazylevych | 7 tháng 8, 1990 (18 tuổi)   |      |     | Shakhtar Donetsk      |
| 13 | HV | Bohdan Butko          | 13 tháng 1, 1991 (18 tuổi)  |      |     | Shakhtar Donetsk      |
| 14 | TV | Yevhen Shakhov        | 30 tháng 11, 1990 (18 tuổi) |      |     | Dnipro Dnipropetrovsk |
| 15 | TV | Serhiy Rybalka        | 1 tháng 4, 1990 (19 tuổi)   |      |     | Dynamo Kyiv           |
| 16 | TM | Maksym Koval          | 9 tháng 12, 1992 (16 tuổi)  |      |     | Metalurh Zaporizhya   |
| 17 | TĐ | Vitaliy Kaverin       | 4 tháng 9, 1990 (18 tuổi)   |      |     | Dnipro Dnipropetrovsk |
| 18 | TV | Dmytro Yeremenko      | 20 tháng 6, 1990 (18 tuổi)  |      |     | Dynamo Kyiv           |
| 19 | TV | Ihor Chaykovskyi      | 7 tháng 10, 1991 (17 tuổi)  |      |     | Shakhtar Donetsk      |
| 20 | HV | Serhiy Lohinov        | 24 tháng 8, 1990 (18 tuổi)  |      |     | Dynamo Kyiv           |
| 21 | HV | Serhiy Lyulka         | 22 tháng 2, 1990 (19 tuổi)  |      |     | Dynamo Kyiv           |

## Bảng B

### Pháp
Huấn luyện viên:  Jean Gallice

| Số | VT | Cầu thủ                | Ngày sinh (tuổi)            | Trận | Bàn | Câu lạc bộ          |
| -- | -- | ---------------------- | --------------------------- | ---- | --- | ------------------- |
| 1  | TM | Franck L'Hostis        | 3 tháng 4, 1990 (19 tuổi)   | 1    | 0   | Monaco              |
| 2  | HV | Mickaël Nelson         | 2 tháng 2, 1990 (19 tuổi)   | 8    | 0   | Montpellier         |
| 3  | HV | Sébastien Corchia      | 1 tháng 11, 1990 (18 tuổi)  | 16   | 0   | Le Mans             |
| 4  | TV | Alfred N'Diaye         | 6 tháng 3, 1990 (19 tuổi)   | 11   | 0   | Nancy               |
| 5  | HV | Abdelhamid El Kaoutari | 18 tháng 3, 1990 (19 tuổi)  | 2    | 0   | Montpellier         |
| 6  | TV | Saïd Mehamha           | 4 tháng 9, 1990 (18 tuổi)   | 5    | 0   | Lyon                |
| 7  | TĐ | Damien Le Tallec       | 19 tháng 4, 1990 (19 tuổi)  | 12   | 6   | Rennes              |
| 8  | TV | Yann M'Vila            | 29 tháng 6, 1990 (19 tuổi)  | 16   | 3   | Rennes              |
| 9  | TĐ | Emmanuel Rivière       | 3 tháng 3, 1990 (19 tuổi)   | 2    | 2   | Saint-Étienne       |
| 10 | TV | Frédéric Bulot         | 27 tháng 9, 1990 (18 tuổi)  | 14   | 1   | Monaco              |
| 11 | TĐ | Magaye Gueye           | 6 tháng 7, 1990 (19 tuổi)   | 12   | 5   | Strasbourg          |
| 12 | HV | Tripy Makonda          | 24 tháng 1, 1990 (19 tuổi)  | 7    | 1   | Paris Saint-Germain |
| 13 | TV | Ryad Boudebouz         | 18 tháng 3, 1990 (19 tuổi)  | 6    | 1   | Sochaux             |
| 14 | HV | Mathieu Peybernes      | 21 tháng 10, 1990 (18 tuổi) | 6    | 0   | Sochaux             |
| 15 | TV | Josuha Guilavogui      | 19 tháng 9, 1990 (18 tuổi)  | 9    | 1   | Saint-Étienne       |
| 16 | TM | Rémi Pillot            | 27 tháng 7, 1990 (18 tuổi)  | 4    | 0   | Nancy               |
| 17 | TV | Maxime Partouche       | 5 tháng 6, 1990 (19 tuổi)   | 6    | 2   | Paris Saint-Germain |
| 18 | TV | Yacine Brahimi         | 8 tháng 2, 1990 (19 tuổi)   | 16   | 11  | Rennes              |

### Serbia
Huấn luyện viên:  Aleksandar Stanojević

| Số | VT | Cầu thủ              | Ngày sinh (tuổi)            | Trận | Bàn | Câu lạc bộ       |
| -- | -- | -------------------- | --------------------------- | ---- | --- | ---------------- |
| 1  | TM | Nikola Matek         | 5 tháng 10, 1990 (18 tuổi)  | 0    | 0   | OFK Belgrade     |
| 2  | HV | Aleksandar Miljković | 26 tháng 2, 1990 (19 tuổi)  | 3    | 0   | Teleoptik        |
| 3  | HV | Dejan Blagojević     | 9 tháng 2, 1990 (19 tuổi)   | 0    | 0   | Zemun            |
| 4  | TV | Slobodan Medojević   | 20 tháng 11, 1990 (18 tuổi) | 3    | 1   | Vojvodina        |
| 5  | HV | Nemanja Crnoglavac   | 13 tháng 1, 1990 (19 tuổi)  | 3    | 0   | Zemun            |
| 6  | HV | Gojko Ivković        | 20 tháng 5, 1990 (19 tuổi)  |      |     | Viking           |
| 7  | TĐ | Danijel Aleksić      | 30 tháng 4, 1991 (18 tuổi)  | 3    | 2   | Vojvodina        |
| 8  | TĐ | Filip Đuričić        | 30 tháng 1, 1992 (17 tuổi)  |      |     | Heerenveen       |
| 9  | TĐ | Nemanja Milić        | 25 tháng 5, 1990 (19 tuổi)  | 3    | 1   | OFK Belgrade     |
| 10 | TĐ | Adem Ljajić          | 29 tháng 9, 1991 (17 tuổi)  | 3    | 2   | Partizan         |
| 11 | TV | Milan Pršo           | 29 tháng 6, 1990 (19 tuổi)  |      |     | Rad              |
| 12 | TM | Aleksandar Kirovski  | 25 tháng 12, 1990 (18 tuổi) | 3    | 0   | Zemun            |
| 13 | HV | Miloš Cvetković      | 6 tháng 1, 1990 (19 tuổi)   | 1    | 0   | Zemun            |
| 14 | TV | Uroš Matić           | 23 tháng 5, 1990 (19 tuổi)  | 1    | 0   | Košice           |
| 15 | HV | Milan Milanović      | 31 tháng 3, 1991 (18 tuổi)  | 3    | 1   | Lokomotiv Moscow |
| 16 | HV | Filip Pjević         | 29 tháng 5, 1991 (18 tuổi)  |      |     | OFK Belgrade     |
| 17 | TV | Mihajlo Cakić        | 27 tháng 5, 1990 (19 tuổi)  |      |     | Zemun            |
| 18 | TĐ | Milan Bubalo         | 8 tháng 5, 1990 (19 tuổi)   | 1    | 0   | Inđija           |

### Tây Ban Nha
Huấn luyện viên:  Luis Milla

| Số | VT | Cầu thủ          | Ngày sinh (tuổi)            | Trận | Bàn | Câu lạc bộ          |
| -- | -- | ---------------- | --------------------------- | ---- | --- | ------------------- |
| 1  | TM | David de Gea     | 7 tháng 11, 1990 (18 tuổi)  | 13   | 0   | Atlético Madrid     |
| 2  | HV | Mario Gaspar     | 24 tháng 11, 1990 (18 tuổi) | 10   | 2   | Villarreal          |
| 3  | HV | Alberto Morgado  | 10 tháng 5, 1990 (19 tuổi)  | 8    | 0   | Real Sociedad       |
| 4  | HV | Jorge Pulido     | 8 tháng 3, 1991 (18 tuổi)   | 9    | 0   | Atlético Madrid     |
| 5  | HV | David Rochela    | 19 tháng 2, 1990 (19 tuổi)  | 10   | 1   | Deportivo La Coruña |
| 6  | TV | Oriol Romeu      | 24 tháng 9, 1991 (17 tuổi)  | 0    | 0   | Barcelona           |
| 7  | TV | Jordi Pablo      | 1 tháng 1, 1990 (19 tuổi)   | 10   | 2   | Villarreal          |
| 8  | TV | Óscar Sielva     | 6 tháng 8, 1991 (17 tuổi)   | 6    | 2   | Espanyol            |
| 9  | TĐ | Joselu           | 27 tháng 3, 1990 (19 tuổi)  | 8    | 1   | Celta Vigo          |
| 10 | TV | Fran Mérida      | 4 tháng 3, 1990 (19 tuổi)   | 15   | 7   | Arsenal             |
| 11 | TĐ | Iago Falque      | 4 tháng 4, 1990 (19 tuổi)   | 8    | 3   | Juventus            |
| 12 | HV | Nacho            | 18 tháng 1, 1990 (19 tuổi)  | 8    | 2   | Real Madrid         |
| 13 | TM | Diego Mariño     | 9 tháng 5, 1990 (19 tuổi)   | 5    | 0   | Villarreal          |
| 14 | TV | Thiago Alcântara | 11 tháng 4, 1991 (18 tuổi)  | 2    | 1   | Barcelona           |
| 15 | HV | Marcos Alonso    | 28 tháng 12, 1990 (18 tuổi) | 2    | 0   | Real Madrid         |
| 16 | TV | Sergio Canales   | 16 tháng 2, 1991 (18 tuổi)  | 0    | 0   | Racing Santander    |
| 17 | TĐ | Raúl Ruiz        | 25 tháng 3, 1990 (19 tuổi)  | 3    | 1   | Hércules            |
| 18 | TĐ | Dani Aquino      | 27 tháng 7, 1990 (18 tuổi)  | 16   | 5   | Real Murcia         |

### Thổ Nhĩ Kỳ
Huấn luyện viên:  Ogün Temizkanoğlu

| Số | VT | Cầu thủ         | Ngày sinh (tuổi)            | Trận | Bàn | Câu lạc bộ       |
| -- | -- | --------------- | --------------------------- | ---- | --- | ---------------- |
| 1  | TM | Emirhan Ergün   | 18 tháng 2, 1990 (19 tuổi)  |      |     | Galatasaray      |
| 2  | HV | Serkan Kurtuluş | 1 tháng 1, 1990 (19 tuổi)   |      |     | Galatasaray      |
| 3  | HV | Özgür Çek       | 3 tháng 1, 1991 (18 tuổi)   |      |     | Fenerbahçe       |
| 4  | HV | Serdar Aziz     | 28 tháng 10, 1990 (18 tuổi) |      |     | Bursaspor        |
| 5  | HV | Sinan Osmanoğlu | 9 tháng 1, 1990 (19 tuổi)   |      |     | Galatasaray      |
| 6  | HV | Soner Aydoğdu   | 5 tháng 1, 1991 (18 tuổi)   |      |     | Gençlerbirliği   |
| 7  | TV | Uğur Parlak     | 27 tháng 1, 1990 (19 tuổi)  |      |     | Dardanel Spor    |
| 8  | TĐ | Onur Ayık       | 27 tháng 1, 1990 (19 tuổi)  |      |     | Werder Bremen II |
| 9  | TĐ | Sercan Yıldırım | 5 tháng 4, 1990 (19 tuổi)   |      |     | Bursaspor        |
| 10 | TV | Umut Sözen      | 27 tháng 1, 1990 (19 tuổi)  |      |     | Ankaraspor       |
| 11 | TĐ | Tunay Torun     | 21 tháng 4, 1990 (19 tuổi)  |      |     | Hamburger SV     |
| 12 | TM | Bayram Olgun    | 6 tháng 4, 1990 (19 tuổi)   |      |     | Ankaragücü       |
| 13 | HV | Çetin Güngör    | 7 tháng 6, 1990 (19 tuổi)   |      |     | Galatasaray      |
| 14 | TV | Eren Albayrak   | 23 tháng 4, 1991 (18 tuổi)  |      |     | Bursaspor        |
| 15 | HV | Yavuz Özsevim   | 13 tháng 7, 1990 (19 tuổi)  |      |     | Dardanel Spor    |
| 16 | TV | Rıdvan Şimşek   | 17 tháng 1, 1991 (18 tuổi)  |      |     | Karşıyaka        |
| 17 | HV | Murat Akça      | 13 tháng 7, 1990 (19 tuổi)  |      |     | Galatasaray      |
| 18 | HV | Necip Uysal     | 24 tháng 1, 1991 (18 tuổi)  |      |     | Beşiktaş         |